# Pippa Passes
Pippa Passes – miasto w Stanach Zjednoczonych, w stanie Kentucky, w hrabstwie Knott.